# Pasemah (langue)
Cet article concerne la langue pasemah. Pour le peuple pasemah, voir Pasemah.
Le pasemah (ou besemah, malais central) est une langue austronésienne parlée en Indonésie, dans le Sud-Ouest de l'île  de Sumatra. La langue appartient à la branche malayo-polynésienne des langues austronésiennes.

## Localisation géographique
Le pasemah est parlé par la population du même nom, Dans les montagnes du Sud-Ouest l'île de Sumatra.

## Classification
Le pasemah fait partie des langues malaïques qui sont un des sous-groupes du malayo-polynésien occidental.

## Phonologie
Les tableaux présentent la phonologie du pasemah : les voyelles et les consonnes.

### Voyelles
|         | Antérieure | Centrale | Postérieure |
| ------- | ---------- | -------- | ----------- |
| Fermée  | i [i]      |          | u [u]       |
| Ouverte |            | a [a]    |             |

### Consonnes
|            |           | Bilabiales | Alvéolaires | Dorsales | Dorsales |
| ---------- | --------- | ---------- | ----------- | -------- | -------- |
| Palatales  | Vélaires  | Bilabiales | Alvéolaires |          |          |
| Occlusives | Sourde    | p [p]      | t [t]       |          | k [k]    |
| Occlusives | Sonore    | b [b]      | d [d]       |          | g [g]    |
| Fricative  | Fricative |            | s [s]       |          | ɣ [ɣ]    |
| Affriquée  | Sourde    |            |             | c [t͡ʃ]   |          |
| Affriquée  | Sonore    |            |             | j [d͡ʒ]   |          |
| Nasale     | Nasale    | m [m]      | n [n]       | ñ [ɲ]    | ng [ŋ]   |
| liquide    | liquide   |            | l [l]       |          |          |
| roulée     | roulée    |            | r [r]       |          |          |

## Sources
- (en) Adelaar, Alexander, The Austronesian Languages of Asia and Madagascar: A Historical Perspective, The Austronesian Languages of Asia and Madagascar, pp. 1-42, Routledge Language Family Series, Londres, Routledge, 2005,  (ISBN 0-7007-1286-0)
- (en) McDonnell, A Conservative Vowel Phoneme Inventory of Sumatra: The Case of Besemah, Oceanic Linguistics, 47:2, pp. 409-432, 2008.